# Cechenena major
Cechenena major är en fjärilsart som beskrevs av Butler 1875. Cechenena major ingår i släktet Cechenena och familjen svärmare. Inga underarter finns listade i Catalogue of Life.